# Семеен сарай
Семеен сарай (на турски: İki Aile) е турски семеен сериал, комедия, продуцирана от D Productions и излъчвана по Стар ТВ между 2006 и 2008 г. Сериалът се състои от 2 сезона с 93 епизода.

## Сюжет
Ферит е студент, който е зависим от хазарт и е натрупал много дългове. За да ги изплати, той продава къщата на баща си на две различни семейства с фалшиви нотариални актове. Двете семейства разбират, че са измамени чак, когато се настаняват, но никой не иска да напусне имението.  По-късно, когато Тахир ага, бащата на Ферит, идва в Истанбул, събитията стават още по-сложни. Двамата собственици на имението, г-н Оуз и г-жа Еда, се влюбват един в друг, Ферит също се влюбва в най-голямата дъщеря на Оуз, Дамла, и събитията се развиват около това.

## Актьорски състав и герои

### Основните герои
| Актьор        | Герой               | Епизоди |
| ------------- | ------------------- | ------- |
| Емре Кънай    | Оуз Караман         | 1-93    |
| Иджлял Айдън  | Еда Айдениз Караман | 1-93    |
| Йонер Еркан   | Ферит Памукчуолу    | 1-76    |
| Хакан Ванлъ   | Яман Сойдан         | 1-93    |
| Бахар Янълмаз | Дамла Караман       | 1-93    |
| Едже Чешмиолу | Джерен Караман      | 1-93    |
| Зейнеп Йозкая | Мерве Караман       | 1-93    |
| Доач Йълдъз   | Ефе Сойдан          | 1-93    |
| Акчахан Акча  | Тимур Сойдан        | 1-93    |

### Поддържащи герои
| Актьор                | Герой                        |
| --------------------- | ---------------------------- |
| Текин Акмансой        | Тахир Памукчуолу (Тахир Ага) |
| Халит Акчатепе        | Нуман                        |
| Али Чаалоулу          | Мухтар                       |
| Асу Маралман          | Сафие                        |
| Мурат Кълъч           | Ергин                        |
| Шенай Кьосем          | Оя                           |
| Гьокче Озьол          | Сабутай                      |
| Серхан Ернак          | Ниязи                        |
| Дидем Узел            | Серпил                       |
| Ожан Карда            | Тарък                        |
| Кюршат Алнъачик       | Атила                        |
| Мутлу Гюней           | Юксел                        |
| Айшен Груда           | Рукие                        |
| Мюге Оручкаптан       | Мелахат                      |
| Мехметджан Минчинозлу | Арда Токатчиолу              |
| Гюнеш Берберолу       | Шуле                         |
| Айча Бингьол          | Фюсун                        |
| Фулия Зенгинер        | Малката Еда                  |
| Тевфик Урганджъолу    | Емрах                        |
| Йозкан Аксу           | Рефик                        |
| Бурджу Чобан          | Филиз                        |
| Баръш Башар           | Фетхи                        |
| Фарук Гюнджан         | Сайгън                       |
| Саадет Гюрсес         | Шадан                        |
| Веда Юртсевер         | Хандан                       |
| Алпер Дюзен           | Ръза                         |
| Джейхун Ферсой        | Айхан                        |
| Йозлем Чичек          | Ойлум                        |
| Фърат Чьолоулу        | Ералп                        |
| Съла Четиндаа         | Елиф                         |

## Излъчване
| Сезон | Излъчване            | Начало              | Край           | Брой епизоди | Година на излъчване | ТВ канал |
| ----- | -------------------- | ------------------- | -------------- | ------------ | ------------------- | -------- |
| 1     | понеделник, 20:00 ч. | 19 юни 2006 г.      | 18 юни 2007 г. | 52           | 2006 – 2007 г.      | Star TV  |
| 2     | понеделник, 20:00 ч. | 3 септември 2007 г. | 16 юни 2008 г. | 40           | 2007 – 2008 г.      | Star TV  |

## В България
В България сериалът започва излъчване на 16 октомври 2009 г. по Нова телевизия, всеки делник от 9ː30 часа. В последствие премиерното излъчване се измества по Диема Фемили. Сериалът приключва на 26 март 2011 г. от 20 часа. Дублажът е на студио Доли и ролите се озвучават от артистите Лидия Михова, Татяна Захова, Таня Димитрова, Илиян Пенев и Росен Плосков.